# Сірченко Валентин Іванович
Валентин Іванович Сірченко (10 травня 1994, Херсон) — український хокеїст, захисник. Виступає за ХК «Кременчук» у чемпіонаті України.

## З життєпису
Виступав за «Хімік-2» (Воскресенськ), «Сокіл» (Київ).
У складі молодіжної збірної України учасник чемпіонату світу 2012 (дивізіон IIA). У складі юніорської збірної України учасник чемпіонату світу 2011 (дивізіон II).
Досягнення
- Чемпіон світу до 18-ти років у дивізіоні II (2011).